# Срећко Бијелић
Срећко Бијелић (Брибир, 18. децембар 1930 — Загреб, 22. септембар 2004) био је југословенски и хрватски политичар српске националности и истакнута личност Хрватског пролећа. Био је члан председништва Савеза комуниста Југославије од 1969, до 1971. године, оснивач и члан председништва Хрватске народне странке и заступник у Сабору од 1992. до 2000. године.

## Биографија
Срећко Бијелић је рођен у српској породици 18. децембра 1930. године у Брибиру, у тадашњој Приморској бановини, те Краљевини Југославији. Као тринаестогодишњак се прикључио Народноослобилачком покрету Југославије 1943. године, док се СКОЈ-у прикључио 1945. године, а Комунистичкој партији Југославије 1948. године.
Након рата вршио је различите функције у организацијама Народне омладине Хрватске и Савеза комуниста Хрватске у Шибенику те од 1956. у Загребу, где је 1962. дипломирао на Правном факултету Свеучилишта у Загребу.
Од 1962. до 1966. године је директор предузећа "Јанко Гредељ", док је од 1966. до 1969. члан Извршног комитета Централног комитета СКЈ.
Године 1969. именован је за председника Градског комитета СКХ Загреба и за члана Председништва СКЈ.
Био је истакнута личност хрватског националистичког МАСПОКА (Хрватско прољеће) и важан део тадашњег хрватског рукуводства којег су предводили Мико Трипало и Савка Дабчевић-Кучар, а након састанка у Карађорђеву 1971. године уклоњен је са положаја и искључен из јавног живота.
Враћа се у политику на почетку демократских промена 1990. док се на првим парламентарним изборима у Хрватској прикључује Коалицији народног споразума, а у октобру 1990. године је био један од оснивача Хрватске народне странке, заједно са Дабчевић-Кучар и Трипалом.
Вршио је функцију саборског заступника у два мандата, од 1992. до 2000. године и члана председништва Хрватске народне странке од 1990. до 2003. године.
Преминуо је 22. септембра 2004. године у Загребу, а у тренутку смрти је имао 73 године.
Био је отац двоје деце.

## Радови
Аутор је бројник стручних радова, а 1971. објављено је његово дело Самоуправљачка позиција.